# Клис (Француска)
Клис (фр. Clisse) је насељено место у Француској у региону Поату-Шарант, у департману Приморски Шарант.
По подацима из 2011. године у општини је живело 589 становника, а густина насељености је износила 113,71 становника/km².

## Демографија
| 1962. | 1968. | 1975. | 1982. | 1990. | 2011. |
| ----- | ----- | ----- | ----- | ----- | ----- |
| 268   | 261   | 263   | 323   | 368   | 589   |